# Torpa, Göteborg

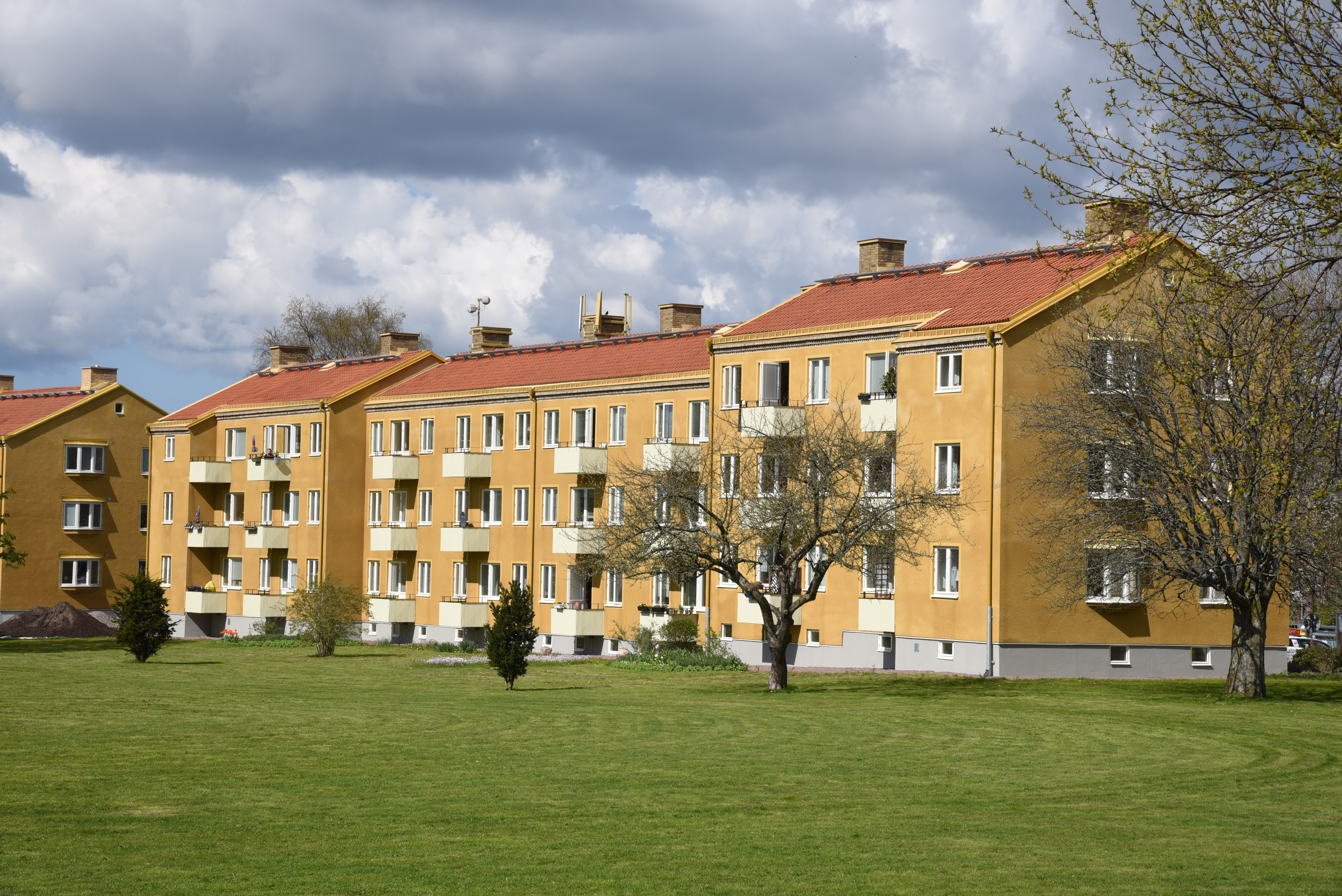
Bostadsområdet Västra Torpa uppfört under åren 1946–1948.

Torpa är ett primärområde i stadsområde Centrum i Göteborgs kommun, beläget i stadsdelen Sävenäs i Göteborg.

## Historia
Namnet Torpa förekommer första gången i 1550 års jordebok. I Johan III:s privilegier för Nylöse år 1572 framgår att Torpa var en liten by. På 1850-talet drogs järnvägen till Jonsered över byns marker. Vid samma tid inleddes brytning av gatsten i Valåsen. År 1872 började en lådfabrik anläggas i Sävenäs och delar av jorden i Torpa köptes av bolaget.

## Bebyggelse
På tidigare jordbruksmark, som inkorporerades 1922, byggdes Västra Torpa efter ritningar av Nils Einar Eriksson och Erik Ragndal 1946–48 norr om Vidkärrs gård och åren 1958-1960 i Östra Torpa omkring 400 lägenheter i lamellhus. Västra Torpa var det första området som Bostadsbolaget byggde.

## Nyckeltal

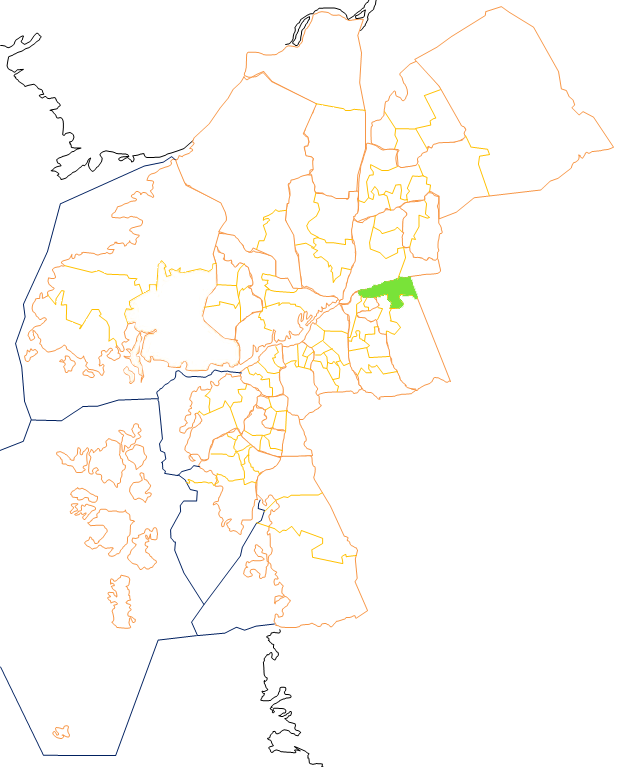
Torpa

Nyckeltalen redovisar statistik som beskriver Göteborg och dess 96 delområden, primärområden, per den 31 december och kan användas för att jämföra de olika områdena. Nedan redovisas uppgifter för primärområdet och jämförelse görs mot uppgifterna för hela kommunen.
|                                                           | Torpa      | Hela Göteborg |
| --------------------------------------------------------- | ---------- | ------------- |
| Folkmängd                                                 | 3 952      | 587 549       |
| Befolkningsförändring 2020–2021                           | -58        | +4 493        |
| Andel födda i utlandet                                    | 15,2 %     | 28,3 %        |
| Andel utrikes födda eller med två utrikes födda föräldrar | 22,4 %     | 38,1 %        |
| Medelinkomst                                              | 350 900 kr | 332 400 kr    |
| Arbetslöshet                                              | 6,2 %      | 6,6 %         |
| Antal ersatta dagar från F-kassan per person (16-64 år)   | 26,7       | 19,5          |
| Andel med eftergymnasial utbildning (minst 3 år)          | 37,5 %     | 37,9 %        |
| Andel bostäder byggda 1941–1950                           | 36,8 %     |               |
| Andel bostäder i allmännyttan                             | 54,8 %     | 25,9 %        |
| Antal färdigställda bostäder 2021                         | 0          |               |
| Andel bostäder i småhus                                   | 30,4 %     | 18,3 %        |

## Stadsområdes- och stadsdelsnämndstillhörighet
Primärområdet tillhörde fram till årsskiftet 2020/2021 stadsdelsnämndsområdet Örgryte-Härlanda och ingår sedan den 1 januari 2021 i stadsområde Centrum.